# Odontomyia lateremaculata
Odontomyia lateremaculata är en tvåvingeart som beskrevs av Macquart 1850. Odontomyia lateremaculata ingår i släktet Odontomyia och familjen vapenflugor. Inga underarter finns listade i Catalogue of Life.